# Рактамарітіка
Рактамарітіка (відома також як Чіту)  — староданя малайська держава, відома насамперед з китайських імператорських хронік. Була підкорена імперією Шривіджая. Назва перекладається як «Країна червоної землі» (китайський варіант Чіту є дослівним аналогом цього). У малайців відома як Танах-Мерах.

## Історія
Основні згадки містяться в «Хроніці династії Сун». Вважається, що перші поселення тут виникли в I ст. до н. е. На той час це було важливим місцем, через який йшли торгівельні шляхи, можливо навіть до Суваннапхума. Ймовірно близько II ст. н. е. тут вже існувала потужна торгівельна місто-держава, яка розширювала володіння до кордонів Двараваті на півночі. Можливо її засновниками стали племена монів, що прийшли з півночі, підкорили тодішні поселення та принесли практику державності.
Згідно китайських хроністів еліта Рактамарітіки походила від кхмерів з держави Пхном. Втім підтверджень цьому немає лише приблизне одночасне утворення обох держав. Втім з огляду на цю китайську згадку малайськими дослідниками висувається теорія, що Рактамарітіка була частиною Пхному, але під час кризи там на початку V ст. домоглася незалежності.
У 420-х роках правитель Бхадресварараджа, зумівши відбити напад Чампи, домягся остаточної самостійності держави. В подальшому відбувається активна політика, внаслідок чого встановлено було зверхність над сусідами — Тамбралінгою і Лангкасукою, а кордон дійшов до перешийка Кра. У 430 року було встановлено перші дипломатичні контакти з імперією Південна Сун.
Десь у 500-х роках вимушена знову визнати залежність від Пхному. Втім нова криза там у 520-х роках дозволила відновив самостійність. У 556 році навіть було здійснено умпішний похід проти Пхном, що завершився захопленням ворожої столиці та захопленням великої здобичі. З кінця VI ст. внаслідок боротьби за владу починається ослаблення Рактамарітіки.
Загибель державності відбувся до 800 року. Можливо пов'язаний з одного боку з послабленням Двараваті та Ченла, а також агресивною політикою Шривіджаї, яка власне підкорила Рактамарітіку.

## Територія

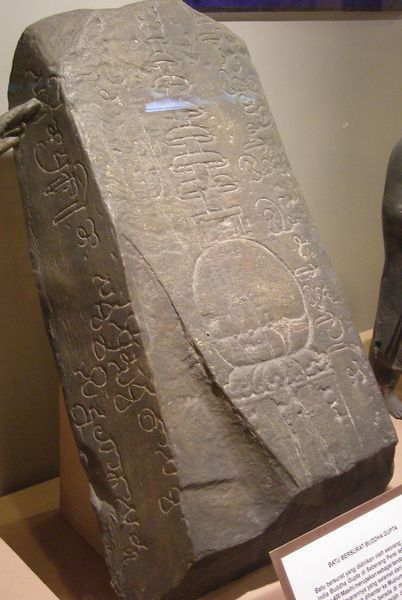
«Камінь Буддагупти»

Розташування залишається суперечливим. Гіпотези щодо цього включають території в штатах Келантан або Паханг у Малайзії, або в провінціях Сонгкхла та Паттані на півдні Таїланду. Найкращим доказом на підтримку теорії Келантана було те, що коли китайські посланці залишили державу, суднам знадобилося 10 днів, щоб досягти Чампи, що вказує на розташовання Рактамарітіки десь біля річки Келантан. На «Камені Буддагупти», знайденому в Кедах, згадується Рактамріттіка. Можливо в часи піднесення вона охоплювала землі від сучасних Паттані до Пахангу.
Знаслідок асиміляції монів та давніх малайців утворилася своєрідна спільнота, що розмовляла старомалайською мовою.

## Устрій
Згідно китайських джерел династія називалася Чудан, яка вела свій родовід від Будди. Втім можливо це лише вказує на вірність правителів до буддизму. За іншими відомостями являла собою своєрідну феедративну монархію, якою керував наймогутніший представник. На чолі стояв монарх, що носив титул ліфодосе. Проте його на початку обирали з кола 4 правителів міст-держав Калатана, Танатхана, Ганга Негара, Кулі, що мали рівний статус.

## Економіка
Основу становила посередницька торгівля. Держава займала вигідне географічне становище: суди йшли торгівельні судна з Чампи, Пхнома, Китаю, держав Яви та Калімантану.